# Canal Whiteside
Canal Whiteside är ett sund i Chile.   Det ligger i Región de Magallanes y de la Antártica Chilena, i den södra delen av landet, 2 300 km söder om huvudstaden Santiago de Chile.